# Липский сельсовет
Липский сельсовет — административно-территориальная единица на территории Несвижского района Минской области Республики Беларусь. Административный центр — агрогородок Высокая Липа.

## Состав
Липский сельсовет включает 7 населённых пунктов:
- Великая Липа — деревня.
- Бояры — деревня.
- Высокая Липа — агрогородок.
- Еськовичи — деревня.
- Заушье — деревня.
- Квачи — деревня.
- Крутой Берег — деревня.

Упразднённые населённые пункты:
- Клепачи — деревня.
- Панютичи — деревня.